# コリン (競走馬)
コリン（Colin、1905年 - 1932年）は、アメリカ合衆国出身のサラブレッドの競走馬、種牡馬。2歳から3歳にかけて15戦無敗を記録し、1907年・1908年にアメリカ年度代表馬として選ばれた。のちの1956年にアメリカ競馬の殿堂入りを果たした。ブラッド・ホース誌が選ぶ20世紀のアメリカ名馬100選では第15位に選ばれている。

## 戦績
当時の名オーナーブリーダーであったジェームズ・ロバート・キーンがケンタッキー州に所有していた、キャッスルトンスタッドで生まれた牡馬である。名前は桂冠詩人ニコラス・ロウの作品「Poor Colin（貧しいコリン）」から名付けられている。
コリンの父コマンドはキーンが所有、ジェームズ・ロウ調教師が管理した競走馬で、コリンもまたこの両者によって所有・管理された。コリンは飛節軟腫により膝が膨らんでおり、その不恰好な姿から馬主のキーンからはあまり期待を寄せられていなかったが、ロウはその膝にマッサージや冷湿布を施したり、輸送列車にも同乗するなど手厚く気遣い続け、15戦の競走に耐え抜かせていった。
1907年に競走馬としてベルモントパーク競馬場でデビューを果たし、初戦から勝利を挙げた。これを皮切りに、2歳時はフェアプレイやケルト、キングジェームズといった他の有力馬を退けながら、フューチュリティステークスやサラトガスペシャル、メイトロンステークス、シャンペンステークスなどを含む12戦を全勝。この活躍により、2歳にして年度代表馬に選出された。2歳での年度代表馬選出は父のコマンドも成し遂げており、親子2代に亘っての快挙となった。
2歳時に4ヶ月半の間に12戦といった激闘をしたコリンに対し、ロウはコリンの脚部に対する不安を抱き、翌3歳時、約7ヶ月の休養を経て、ウィザーズステークスを2馬身差で快勝した。しかし走り終えたコリンを、ロウは脚を心配し触りながら調べると、跛行しているようにみえたという。当時、クォーターホース競馬（スピード競馬）から再びヨーロッパ式競馬（スタミナ競馬）に戻ろうとしていたアメリカ競馬において、スタミナに対する信仰が非常に強く、ベルモントステークスやローレンスリアライゼーションステークスを勝利してこそ、本物のサラブレッドであるという考えが一般的であった。ロウも、このウィザーズステークスから約1ヶ月後に開催されるベルモントステークスで、コリンを万全な状態で送り出せるかどうか悩んでいたという。しかし、結局出走まで辿り着いたベルモントステークスではフェアプレイにアタマ差まで迫られるが抑えつけて大競走勝ちを収め、続くタイダルステークスも勝って3戦全勝、勢いを衰えさせなかった。この後キーンの意向によりイギリスへと移籍する予定であったが、調教中に足を痛めてしまい、これを理由に引退することになってしまった。結果として15戦で終わってしまったが、後にベルモントステークスを含む生涯無敗の快挙が評価され、1908年の最優秀3歳牡馬・年度代表馬に選出された。これほどの連勝を重ねた無敗馬は、その後パーソナルエンスンまで80年間出現しなかった。

## 引退後
キーンの意向によりイギリスで供用開始され、1913年にキーンが死去した後にアメリカへと帰郷、27歳で死ぬまで現役種牡馬として活動していた。しかし種牡馬としては受胎率が低く、23世代で81頭という産駒頭数の少なさもあり、成功を収めたドミノやコマンド、同父のピーターパンに比べても成績は振るわず、当初の期待からすると失敗扱いを受けた。
結局目立った成績を残した産駒は現れなかったが、その少ない産駒の中からネッディー（Neddie 1926年、牡馬）という馬が後継種牡馬となって、コリンの父系が残された。その後、3代先にプリークネスステークス優勝馬アルサブ、7代先に名種牡馬アックアックが出るなど、現代まで残り続けている。現在ではドミノの父系はコリンを通したもののみが残っている。詳細はドミノ系を参照。
その子孫は日本では、現在ノボトゥルーが種牡馬入りしており、日本で唯一のコリンを通した父系を有する種牡馬となっている。
1956年、アメリカ競馬名誉の殿堂博物館はコリンの競走成績を評価し、その殿堂入りを発表した。

## 評価

### 主な勝鞍
※当時はグレード制未導入
1907年（12戦12勝）
フューチュリティステークス、シャンペンステークス、サラトガスペシャルステークス、グランドユニオンホテルステークス、メイトロンステークス、エクリプスステークス（アメリカ）
1908年（3戦3勝）
ウィザーズステークス、ベルモントステークス、タイダルステークス

### 年度代表馬
- 1907年 - 年度代表馬
- 1908年 - 最優秀3歳牡馬、年度代表馬

### 表彰
- 1956年 - アメリカ競馬名誉の殿堂博物館に殿堂馬として選定される。
- 1999年 - ブラッド・ホース誌が選ぶ20世紀のアメリカ名馬100選で第15位に選出される。

## 血統表
| コリンの血統（ドミノ系（ヒムヤー系） / 4代内アウトブリード） | コリンの血統（ドミノ系（ヒムヤー系） / 4代内アウトブリード） | コリンの血統（ドミノ系（ヒムヤー系） / 4代内アウトブリード） | （血統表の出典）   | （血統表の出典） |
| 父 Commando 1898 鹿毛                                        | 父の父Domino 1891 黒鹿毛                                     | Himyar                                                       | Alarm              | Alarm            |
| 父 Commando 1898 鹿毛                                        | 父の父Domino 1891 黒鹿毛                                     | Himyar                                                       | Hira               |                  |
| 父 Commando 1898 鹿毛                                        | 父の父Domino 1891 黒鹿毛                                     | Mannie Gray                                                  | Enquirer           | Enquirer         |
| 父 Commando 1898 鹿毛                                        | 父の父Domino 1891 黒鹿毛                                     | Mannie Gray                                                  | Lizzie G.          |                  |
| 父 Commando 1898 鹿毛                                        | 父の母Emma C. 1892 黒鹿毛                                    | Darebin                                                      | The Peer           | The Peer         |
| 父 Commando 1898 鹿毛                                        | 父の母Emma C. 1892 黒鹿毛                                    | Darebin                                                      | Lurline            |                  |
| 父 Commando 1898 鹿毛                                        | 父の母Emma C. 1892 黒鹿毛                                    | Guenn                                                        | Flood              | Flood            |
| 父 Commando 1898 鹿毛                                        | 父の母Emma C. 1892 黒鹿毛                                    | Guenn                                                        | Glendew            |                  |
| 母 Pastorella 1892 栗毛                                      | 母の父Springfield 1873 鹿毛                                  | St.Albans                                                    | Stockwell          | Stockwell        |
| 母 Pastorella 1892 栗毛                                      | 母の父Springfield 1873 鹿毛                                  | St.Albans                                                    | Bribery            |                  |
| 母 Pastorella 1892 栗毛                                      | 母の父Springfield 1873 鹿毛                                  | Viridis                                                      | Marsyas            | Marsyas          |
| 母 Pastorella 1892 栗毛                                      | 母の父Springfield 1873 鹿毛                                  | Viridis                                                      | Maid of Palmyra    |                  |
| 母 Pastorella 1892 栗毛                                      | 母の母Griselda 1878 芦毛                                     | Strathconan                                                  | Newminster         | Newminster       |
| 母 Pastorella 1892 栗毛                                      | 母の母Griselda 1878 芦毛                                     | Strathconan                                                  | Souvenir           |                  |
| 母 Pastorella 1892 栗毛                                      | 母の母Griselda 1878 芦毛                                     | Perseverance                                                 | Voltigeur          | Voltigeur        |
| 母 Pastorella 1892 栗毛                                      | 母の母Griselda 1878 芦毛                                     | Perseverance                                                 | Spinster F-No.19-b |                  |